# 亞倫

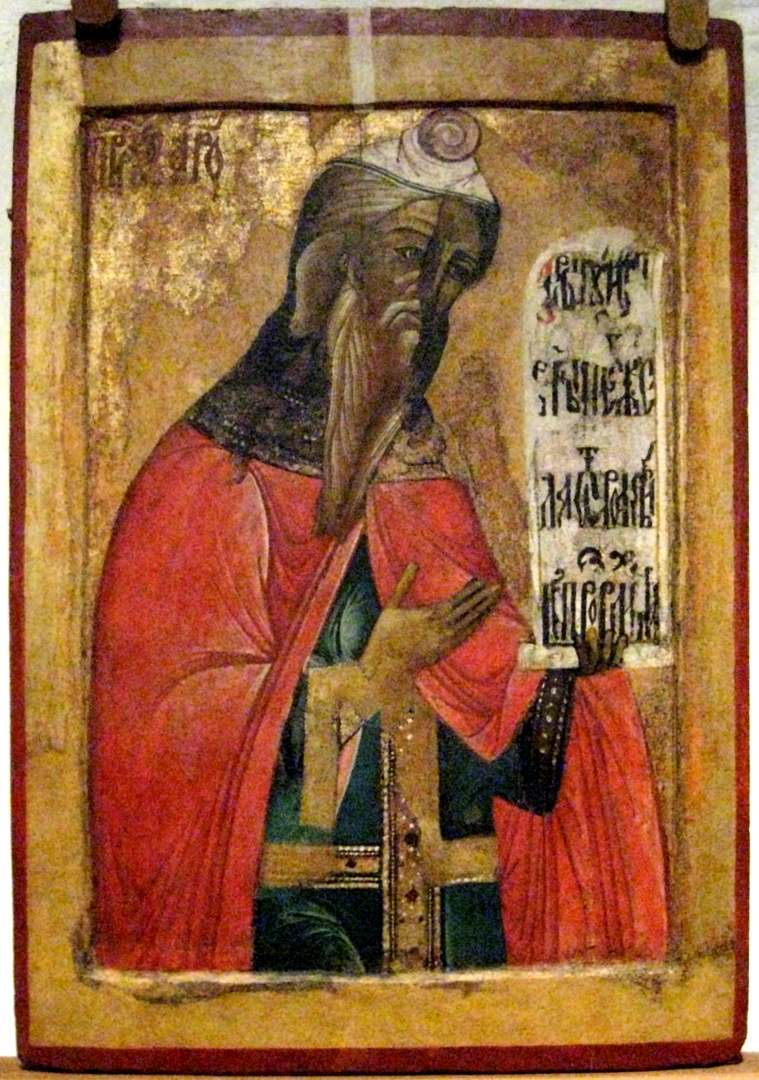
正教会的亚伦圣像

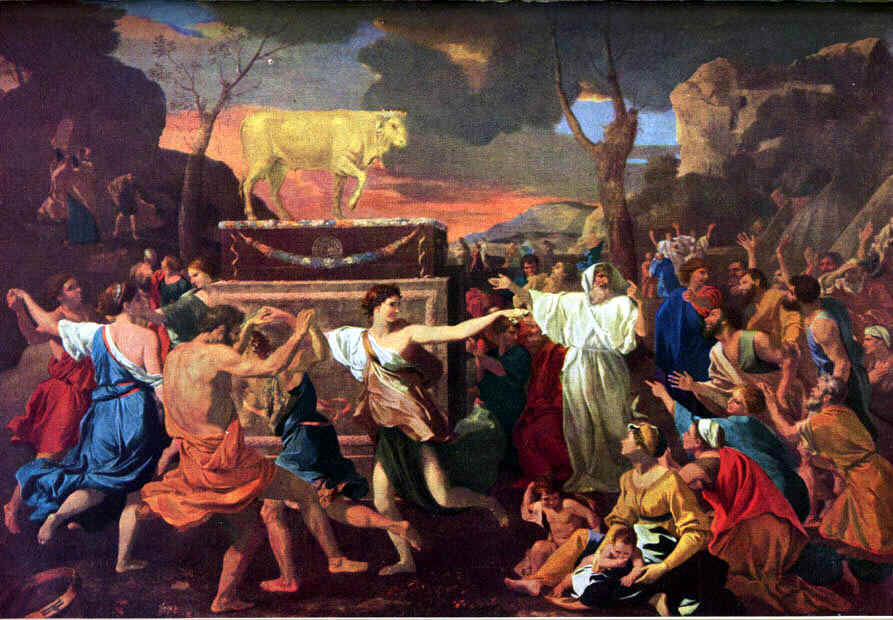
亞倫帶領以色列人拜金牛犢

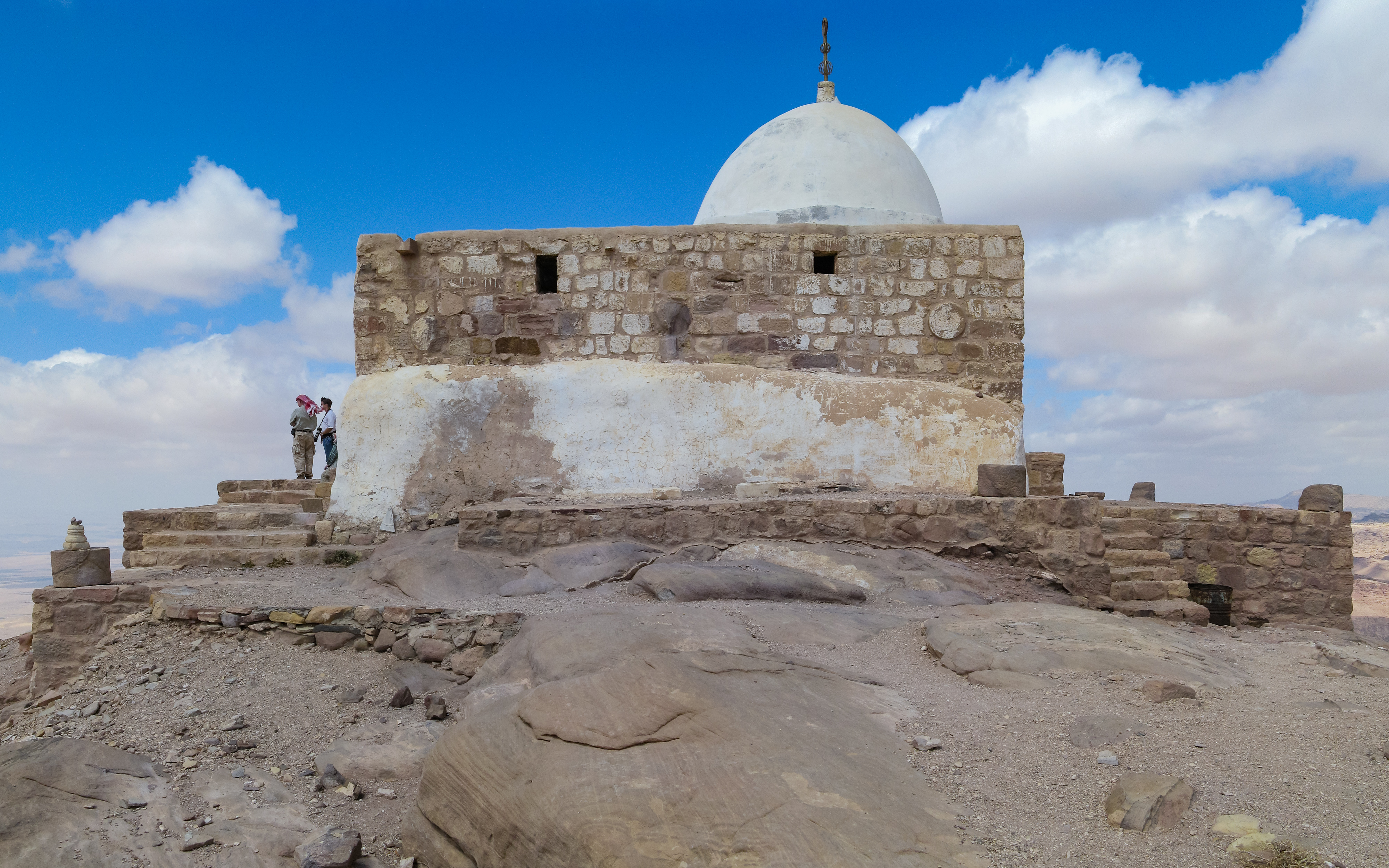
约旦佩特拉的亚伦墓及祠堂

亞倫或譯亞郎（羅馬化：ʾAhărōn，羅馬化：Aarṓn，羅馬化：Hārūn），伊斯兰教汉译哈伦，常称为祭司亚伦（אַהֲרֹן הַכֹּהֵן, ʾAhărōn ha-kōhēn），是舊約聖經人物，為摩西的兄長，屬利未支派。他是古以色列人的第一位大祭司，亦是以色列祭司職位的始創人。其亦為亞伯拉罕諸教（犹太教、基督宗教、回教）共同認知的先知之一。
當摩西向埃及法老王請求釋放以色列人時，他是代表摩西與埃及法老打交道的發言人。以色列人民出走時，與摩西為伴。他曾帶領以色列人拜金牛犢，但仍得到原諒。在建造約櫃和聖所之後，他和他的兒子們被授予聖職為祭司，並被稱為亞倫子孫。以色列人出了埃及地後四十年，五月初一日，祭司亞倫遵著耶和華的吩咐上何珥山，就死在那裏，年一百二十三歲。

## 家庭

### 手足
亞倫的姊姊是米利暗、弟弟是摩西。

### 子女
亞倫的兒子是拿答、亞比戶、以利亞撒、以他瑪。